# Tatsuya Ishihara
Tatsuya Ishihara (jap. 石原 立也 Ishihara Tatsuya; ur. 31 lipca 1966 w Maizuru) – japoński reżyser telewizyjny i filmowy. Pracuje dla studia Kyoto Animation.
Jest absolwentem Osaka Designer College.

## Filmografia
- Air (2005)
- Kanon (2006)
- Clannad (2007)
- Clannad After Story (2008)
- Melancholia Haruhi Suzumiyi (2006, 2009)
- Nichijō (2011)
- Miłość, gimbaza i kosmiczna faza (2012)
- Miłość, gimbaza i kosmiczna faza: Porywy serca (2014)
- Hibike! Yūfoniamu (2015)
- Musaigen no Fantomu Wārudo (2016)
- Hibike! Yūfoniamu 2 (2016)